# World-Inline-Cup 2005
Der World-Inline-Cup 2005 wurde für Frauen und Männer an 14 Stationen ausgetragen. Der Auftakt fand am 11. April 2005 in Seoul und das Finale am 24. September 2005 in Berlin statt.

## Frauen
| WIC                                                        | Ort             | Sieg                           | Platz 2                                    | Platz 3                                    |
| ---------------------------------------------------------- | --------------- | ------------------------------ | ------------------------------------------ | ------------------------------------------ |
| Top-Class 11. April                                        | Seoul           | Sandra Gómez Powerslide        | Brittany Bowe Powerslide                   | Laura Lardani Rollerblade                  |
| Top-Class 17. April                                        | Taipeh          | Theresa Cliff KIA Motors       | Laura Lardani Rollerblade                  | Nathalie Barbotin KIA Motors               |
| Top-Class 30. April                                        | Basel           | Angèle Vaudan Rollerblade      | Nathalie Barbotin KIA Motors               | Laura Lardani Rollerblade                  |
| Top-Class 22. Mai                                          | Rennes          | Pia Knecht Saab-Salomon Swiss  | Nathalie Barbotin KIA Motors               | Laura Lardani Rollerblade                  |
| Class 1 28. Mai                                            | Biel            | Nicole Begg Saab-Salomon Swiss | Angèle Vaudan Rollerblade                  | Laura Lardani Rollerblade                  |
| Top-Class 29. Mai                                          | Nizza           | Andrea González KIA Motors     | Nicole Begg Saab-Salomon Swiss             | Pia Knecht Saab-Salomon Swiss              |
| Top-Class 05. Juni                                         | Incheon         | Angèle Vaudan Rollerblade      | Tamara Llorens Rollerblade                 | Michaela Neuling Rollerblade               |
| Top-Class 11. Juni                                         | Sursee          | Laura Lardani Rollerblade      | Andrea González KIA Motors                 | Nathalie Barbotin KIA Motors               |
| Class 1 12. Juni                                           | Dijon           | Andrea González KIA Motors     | Nadine Benz Fila-Mentos                    | Angèle Vaudan Rollerblade                  |
| Class 1 12. Juni                                           | Zug             | Laura Lardani Rollerblade      | Angèle Vaudan Rollerblade                  | Andréa Haritchelhar Athleticum Rollerblade |
| Top-Class 19. Juni                                         | Zürich          | Jessica Smith Hyper            | Andréa Haritchelhar Athleticum Rollerblade | Laura Lombardo Roces-Kronos                |
| Top-Class 25. Juni                                         | Engadin         | Jessica Smith Hyper            | Brittany Bowe Powerslide                   | Laura Lardani Rollerblade                  |
| World Games in Duisburg, 19. bis 21. Juli                  |                 |                                |                                            |                                            |
| Europameisterschaften in Jüterbog, 1. bis 7. August        |                 |                                |                                            |                                            |
| Weltmeisterschaften in Suzhou, 26. August bis 2. September |                 |                                |                                            |                                            |
| Top-Class 17. September                                    | Duluth          | Cecilia Baena Hyper            | Brittany Bowe Powerslide                   | Brigitte Mendez K2 Empire                  |
| Top-Class 24. September                                    | Berlin-Marathon | Brigitte Mendez K2 Empire      | Brittany Bowe Powerslide                   | Julie Glass Powerslide                     |

| Rang | Name                | Team                   |
| ---- | ------------------- | ---------------------- |
| 1    | Laura Lardani       | Rollerblade            |
| 2    | Angèle Vaudan       | Rollerblade            |
| 3    | Nicole Begg         | Saab-Salomon Swiss     |
| 4    | Andrea González     | KIA Motors             |
| 5    | Michaela Neuling    | Rollerblade            |
| 6    | Andréa Haritchelhar | Athleticum Rollerblade |
| 7    | Theresa Cliff       | KIA Motors             |
| 8    | Tamara Llorens      | Rollerblade            |
| 9    | Nathalie Barbotin   | KIA Motors             |
| 10   | Kuok Chae-Yi        | KIA Motors             |

| Rang | Team                   |
| ---- | ---------------------- |
| 1    | Rollerblade            |
| 2    | KIA Motors             |
| 3    | Saab-Salomon Swiss     |
| 4    | Athleticum Rollerblade |
| 5    | Powerslide             |
| 6    | InLion Girls           |
| 7    | Inlinecenter Model     |
| 8    | ZEPTO Skate            |
| 9    | Roces-Kronos           |

## Männer
| WIC                                                        | Ort             | Sieg                           | Platz 2                    | Platz 3                             |
| ---------------------------------------------------------- | --------------- | ------------------------------ | -------------------------- | ----------------------------------- |
| Top-Class 11. April                                        | Seoul           | Jorge Botero Rollerblade       | Franck Cardin Saab-Salomon | Mathieu Grandgirard Fila            |
| Top-Class 17. April                                        | Taipeh          | Luca Saggiorato Fila           | Massimiliano Presti Fila   | Luca Presti Bont                    |
| Top-Class 30. April                                        | Basel           | Stefano Galliazzo Mariani WRC  | Luca Saggiorato Fila       | Luca Presti Bont                    |
| Top-Class 22. Mai                                          | Rennes          | Alexis Contin Rollerblade      | Franck Cardin Saab-Salomon | Shane Dobbin Rollerblade            |
| Class 1 28. Mai                                            | Biel            | Massimiliano Presti Fila       | Pascal Briand Saab-Salomon | Jorge Botero Rollerblade            |
| Top-Class 29. Mai                                          | Nizza           | Alexis Contin Rollerblade      | Matthieu Boher UCNA Roller | Franck Cardin Saab-Salomon          |
| Top-Class 05. Juni                                         | Incheon         | Massimiliano Presti Fila       | Jorge Botero Rollerblade   | Shane Dobbin Rollerblade            |
| Top-Class 11. Juni                                         | Sursee          | Luca Saggiorato Fila           | Massimiliano Presti Fila   | Jorge Botero Rollerblade            |
| Class 1 12. Juni                                           | Dijon           | Shane Dobbin Rollerblade       | Franck Cardin Saab-Salomon | Andrea Bighin Roces-Kronos          |
| Class 1 12. Juni                                           | Zug             | Massimiliano Presti Fila       | Jorge Botero Rollerblade   | Pascal Briand Saab-Salomon          |
| Top-Class 19. Juni                                         | Zürich          | Pierdavide Romani Saab-Salomon | Alexis Contin Rollerblade  | Mikael Lannezval Inlinecenter Model |
| Top-Class 25. Juni                                         | Engadin         | Francesco Zangarini Bont       | Luca Presti Bont           | Massimiliano Presti Fila            |
| World Games in Duisburg, 19. bis 21. Juli                  |                 |                                |                            |                                     |
| Europameisterschaften in Jüterbog, 1. bis 7. August        |                 |                                |                            |                                     |
| Weltmeisterschaften in Suzhou, 26. August bis 2. September |                 |                                |                            |                                     |
| Top-Class 17. September                                    | Duluth          | Luca Saggiorato Fila           | Massimiliano Presti Fila   | Francesco Zangarini Bont            |
| Top-Class 24. September                                    | Berlin-Marathon | Luca Saggiorato Fila           | Francesco Zangarini Bont   | Massimiliano Presti Fila            |

| Rang | Name                | Team         |
| ---- | ------------------- | ------------ |
| 1    | Massimiliano Presti | Fila         |
| 2    | Luca Saggiorato     | Fila         |
| 3    | Jorge Botero        | Rollerblade  |
| 4    | Shane Dobbin        | Rollerblade  |
| 5    | Alexis Contin       | Rollerblade  |
| 6    | Francesco Zangarini | Bont         |
| 7    | Luca Presti         | Bont         |
| 8    | Pascal Briand       | Saab-Salomon |
| 9    | Franck Cardin       | Saab-Salomon |
| 10   | Pierdavide Romani   | Saab-Salomon |

| Rang | Team                   |
| ---- | ---------------------- |
| 1    | Rollerblade            |
| 2    | Fila                   |
| 3    | Saab-Salomon           |
| 4    | Bont                   |
| 5    | Mariani WRC            |
| 6    | Fila-Mentos            |
| 7    | Athleticum Rollerblade |
| 8    | Inlinecenter Model     |
| 9    |                        |
| 10   | Alessi                 |